# Mordechaj Vanunu
Mordechaj Vanunu (hebrejsky:  מרדכי ואנונו, narozen 13. října 1953, Marrákeš), přijatým křestním jménem John Crossman je bývalý izraelský jaderný technik, který v roce 1986 odhalil utajované detaily izraelského nukleárního programu v britských The Sunday Times. Následně byl vylákán do Říma, odkud byl unesen do Izraele a tam odsouzen na 18 let odnětí svobody za vlastizradu. Po propuštění v roce 2004 je jeho pobyt na svobodě vázán podmínkami, které zahrnují zákaz jakékoli komunikace s cizinci, jež platí do současnosti.

## Dětství a mládí
Vanunu se narodil v Marakéši v Maroku v židovské rodině. Jeho otec byl rabín. V roce 1963, ve věku devíti let se společně rodiči a 11 sourozenci přestěhoval do Izraele.
Základní vojenskou službu v Izraelských obranných silách dokončil v hodnosti seržanta.
Po dokončení vojenské služby se zapsal na Ben Gurionovu univerzitu na obor filozofie. Na univerzitní půdě se radikalizovaly jeho politické názory. Společně s dalšími židovskými a arabskými studenty se angažoval v propalestinských skupinách. Univerzitu nedokončil.

## Zaměstnání v Dimoně (1976 - 1985)
V roce 1976 byl přijat do centra pro výzkum atomové energie poblíž Dimony v Negevské poušti. V tomto vysoce utajovaném závodě na zpracování plutonia při výrobě atomových zbraní (oficiálně vydávaného za textilní továrnu) začal, po nezbytných školeních, pracovat jako atomový technik.
V soukromém čase byl aktivně činný v levicových skupinách, které protestovaly např. v roce 1981 proti zničení iráckého nukleárního reaktoru v iráckém Osiraku izraelskými stíhačkami. Šin Bet Vanuna varovala, aby se jako zaměstnanec strategického podniku vyvaroval podobné činnosti. Z těchto Vanunových aktivit The Jerusalem Post později vyvodil, že ke svým činům byl motivován antipatií k Izraeli. Vanunu na toto obvinění nikdy nereagoval.

## Soud a vězení
Po návratu do Izraele byl Vanunu postaven před soud a obviněn ze zrady a špionáže. Proces se konal u okresního soudu v Jeruzalémě a byl neveřejný. Líčení vedl soudce Eliah Noam s přísedícími Zvi Talem a Shalomem Brenerem. Vanunovým obhájcem byl Avigdor Feldman. „Je to nejtvrdohlavější a nejzásadovější osoba, se kterou jsem se setkal,“ řekl o svém klientovi.
Vanunovi nebyl povolen kontakt se sdělovacími prostředky.
27. února 1988 byl Mordechaj Vanunu odsouzen k 18 letům odnětí svobody. V roce 2004 řekl bývalý ředitel Mosadu agentuře Reuters, že byla zvažována možnost mimosoudní exekuce (vražda), ale byla zamítnuta, protože tohle Židé Židům nedělají.
Většinu času (11 let) svého uvěznění strávil Vanunu na samotce o velikosti 2×3 m bez oken. Údajně proto, že by mohl prozradit další informace vážící se ke středisku jaderného výzkumu v Dimoně. Mnoho kritiků jeho věznění argumentuje, že ve skutečnosti neměl Vanunu žádné další informace a že skutečným důvodem izolace bylo zabránit politickým rozpakům, kterým by byla vystavena jak izraelská vláda, tak vláda Spojených států. Ray Kidder, jaderný fyzik, prohlásil, že z pohledu jeho vědomostí nemůže mít Vanunu další informace. Jiní se zase ptali, jak by technik bez univerzitního vzdělání mohl získat další cennou informaci.
O svém pobytu ve vězení Vanunu říká, že provozoval své malé „vzpoury“; odmítal mluvit se strážemi, četl pouze anglicky psaný tisk a díval se jen na BBC. Dokonce odmítal jíst jídlo v době, kdy bylo podávané, aby získal pocit, že alespoň malá část života není pod izraelskou kontrolou.

## Po propuštění
Z vězení byl Vanunu propuštěn 21. dubna 2004. Projevil touhu úplně se oddělit od Izraele. Odmítl mluvit hebrejsky, konvertoval na křesťanství a hodlá se vystěhovat do některého evropského státu nebo do USA, jakmile mu to izraelská vláda dovolí. Od svého propuštění žije v katedrále svatého Jiří v Jeruzalémě.
Z důvodu obav úředních míst ze šíření dalších státních tajemství je Vanunu při svém pobytu na svobodě vázán několika omezeními:
- musí žít pouze v tom izraelském městě, které si vybere
- musí hlásit úřadům každou cestu do jiného města
- nesmí opustit Izrael (Toto omezení je opakovaně prodlužováno. V roce 2005 soud rozhodl, že může navštěvovat Pásmo Gazy a Západní břeh, v roce 2006 bylo toto rozhodnutí zrušeno. V dubnu 2007 bylo omezení opět prodlouženo.)
- nesmí se stýkat ani komunikovat s cizinci a to osobně, telefonicky nebo e-mailem.
- nesmí vstoupit nebo se přiblížit k žádnému velvyslanectví, k žádnému celnímu přístavu a nesmí se přiblížit na méně než 500 metrů k mezinárodnímu hraničnímu přechodu.

Vanunu opakuje, že veškeré jeho znalosti o izraelském jaderném programu jsou zastaralé a nemá již nic nového, co by mohl odhalit. Navzdory omezením poskytl Vanunu několik rozhovorů zahraničnímu tisku, včetně živého telefonního rozhovoru pro BBC Scotland.
22. dubna 2004 požádal Vanunu norskou vládu o azyl z humanitárních důvodů. Svou žádost poslal i do dalších zemí s udáním důvodu strachu o svůj život. Bývalý norský premiér za konzervativce Kare Willoch vyzval norskou konzervativní vládu, aby poskytla Vanunovi útočiště. Univerzita v Tromsø mu nabídla práci. Tato žádost, stejně jako žádost o azyl ve Švédsku, byla zamítnuta. O azyl neúspěšně žádal i v Irsku. Kladné vyřízení však bylo podmíněno povolením vycestovat z Izraele.
Od propuštění stanul Vanunu již několikrát před izraelskými soudy z důvodu porušení nařízených omezení. Byl např. zatčen při pokusu o proniknutí do Betléma. Žádosti mezinárodních organizací o volnost pohybu a svobodu projevu pro Vanuna jsou Izraelem odmítány nebo ignorovány.
K červenci 2024 Vanunu zveřejnil na Twitteru, že všechna omezení byla prodloužena o další rok a že svůj další příspěvek napíše až na svobodě.

## Zatčení po propuštění

### 2004
11. listopadu byl Vanunu zatčen izraelskou policií při snídani v anglikánském kostele sv. Jiří v místnosti, kterou měl pronajatou. Obviněn byl z dalšího prozrazování státních tajemství a porušování nařízených omezení. Policie z jeho pokoje odvezla noviny a počítač. Z vazby byl propuštěn po několika hodinách s nařízeným domácím vězením na sedm dní.
24. prosince byl zatčen při pokusu proniknout na Západní břeh, což bylo kvalifikováno jako přestupek proti nařízeným omezením. Vanunu jel údajně na mši. Po zaplacení kauce byl propuštěn a byl odsouzen k pěti dnům domácího vězení.

### 2005
26. ledna byl z Izraele vypovězen zástupce ředitele jeruzalémské pobočky BBC Simon Wilson, protože odmítl předložit izraelským cenzorům ke kontrole interview pořízené s Vanunem. Vanunu tento rozhovor poskytl v rozporu se soudními příkazy. Do Izraele se Wilson směl vrátit 12. března poté, co se písemně omluvil za porušení zákona.
17. března byl Vanunu obviněn z 21 přestupků a 1 pokusu o přestupek.
18. listopadu byl Vanunu zatčen na jednom z kontrolních stanovišť při návratu ze Západního břehu. Izraelské úřady oznámily, že zákaz cestování zahrnuje i palestinská teritoria.

### 2007
13. dubna byl Vanunu informován, že izraelská vláda prodloužila jeho domácí vězení v Jeruzalémě. Zároveň byla prodloužena všechna omezení vztahující se na jeho osobu.

### 2010
23. května byl uvězněn (původně na 3 měsíce) za to, že hovořil s novináři. 8. srpna byl propuštěn a nechal se slyšet, že touží opustit Izrael.

## Ocenění a podpora
- Evropský parlament odsoudil Izrael za to, jak s Mordechajem Vanunem zachází, a uvedl, že jeho zadržení agenty Mosadu byl hrubý přestupek proti svrchovanosti Itálie i proti mezinárodnímu právu. Amnesty International popsala zacházení s ním jako „kruté, nelidské a ponižující […] odporující mezinárodnímu právu.“
- V roce 1987 byla Vanunovi udělena Right Livelihood Award, v roce 2001 obdržel čestný doktorát Univerzity Tromsø. V letech 1988 až 2004 byl každoročně nominován na Nobelovu cenu za mír. V roce 2005 obdržel Mírovou cenu norského lidu (Folkets fredspris).
- V září 2004 obdržel Mírovou cenu Johna Lennona udělovanou Yoko Ono. V prosinci téhož roku byl studenty Univerzity Glasgow zvolen na tři roky do funkce rektora. V dubnu 2005 byl formálně uveden do funkce, které se, z důvodu věznění v Izraeli, nemohl ujmout. Univerzita Glasgow zahájila kampaň za jeho propuštění.
- M. Vanunu byl formálně adoptován manžely Mary a Nickem Eoloffovými z Minnesoty (USA), křesťanskými pacifisty. Ti se s ním mohli setkat jen jednou, v roce 2003. Ze setkání Eoloffovi sdělili Vanunův pozdrav okolnímu světu, jeho naději na vyřešení jeho svízelné situace, arzenálu zbraní hromadného ničení Izraele; a též to, že kdyby si mohl vybrat, zdali by informace o Dimoně nechal zveřejnit ještě jednou, i za cenu dlouholetého vězení, opět by to udělal.

### Audiovizuální dokumenty
- Israel's Secret Weapon, BBC, režie Giselle Portenier
- 3D prohlídka zařízení v Dimoně sestavená na základě Vanunových fotografií